# 1320
Évszázadok: 13. század – 14. század – 15. század
Évtizedek: 1270-es évek – 1280-as évek – 1290-es évek – 1300-as évek – 1310-es évek – 1320-as évek – 1330-as évek – 1340-es évek – 1350-es évek – 1360-as évek – 1370-es évek
Évek: 1315 – 1316 – 1317 – 1318 –  1319 – 1320 – 1321 – 1322 – 1323 – 1324 – 1325

## Események
- január 20. – I. Ulászló lengyel király trónra lépése (1333-ig uralkodott).
- szeptember 8. – Gijász ad-Dín Tugluk delhi szultán, a Tuglukida-dinasztia alapítójának trónra lépése a Delhi Szultanátusban (1325-ig uralkodott).
- november 29. – I. Károly magyar király Bártfa városa számára telepítési kiváltságlevelet adományozott.

## Születések
- április 8. – I. Péter portugál király († 1367)
- IV. Valdemár dán király († 1375)

## Halálozások
- október 12. – IX. Mikhaél bizánci társcsászár (* 1277).